# Aura : La Légende des mondes parallèles
Aura : La Légende des mondes parallèles (Aura: Fate of the Ages) est un jeu vidéo de type Walking simulator développé par Streko-Graphics et édité par The Adventure Company, sorti en 2004 sur Windows.
Il a pour suite Aura 2 : Les Anneaux sacrés.

## Accueil
- Adventure Gamers : 3,5/5[1]